# Helogenes marmoratus
Helogenes marmoratus é uma espécie de peixe sul-americano de água doce.